# Campeonato Argentino de Rugby 1969
El Campeonato Argentino de Rugby de 1969 fue la vigésimo-quinta edición del torneo de uniones regionales organizado por la Unión Argentina de Rugby. Se llevó a cabo entre el 6 de julio y el 17 de agosto de 1969.
La organización de las fases finales del torneo fue puesta en manos de la Unión Cordobesa de Rugby, la cual recibió las etapas definitorias del campeonato por primera vez bajo el nuevo formato de sedes rotativas, habiendo recibido la final por última vez en 1963. A partir de esta edición, la unión sede de las fases finales clasifica directamente a las semifinales.
Por tercer año consecutivo, los seleccionados de Buenos Aires y la Unión de Rugby de Rosario disputaron la final del torneo, con el equipo de la UAR quedándose nuevamente con el título al imponerse 22-3.

## Equipos participantes
Participaron de esta edición trece equipos: doce uniones provinciales y la Unión Argentina de Rugby, representada por el equipo de Buenos Aires. 
| Equipo         | Unión                                                |
| -------------- | ---------------------------------------------------- |
| Alto Valle     | Unión de Rugby del Alto Valle de Río Negro y Neuquén |
| Buenos Aires   | Unión Argentina de Rugby                             |
| Córdoba        | Unión Cordobesa de Rugby                             |
| Cuyo           | Unión de Rugby de Cuyo                               |
| Jujuy          | Unión Jujeña de Rugby                                |
| Mar del Plata  | Unión de Rugby de Mar del Plata                      |
| Nordeste       | Unión de Rugby del Nordeste                          |
| Rosario        | Unión de Rugby de Rosario                            |
| San Juan       | Unión Sanjuanina de Rugby                            |
| Santa Fe       | Unión Santafesina de Rugby                           |
| Sur            | Unión de Rugby del Sur                               |
| Tucumán        | Unión de Rugby de Tucumán                            |
| Valle de Lerma | Unión de Rugby del Valle de Lerma                    |

## Partidos

### Primera rueda
| 20 de junio | Cuyo | 28 - 6  | San Juan | Mendoza,                                        |                                                 |
|             |      | Reporte |          | Árbitro(s): Manuel A. Peralta Ramírez (Córdoba) | Árbitro(s): Manuel A. Peralta Ramírez (Córdoba) |

| 22 de junio | Sur                                                                                      | 17 - 6  | Alto Valle                   | Bahía Blanca,                            |                                          |
|             | Tries: A. Subota H. Angelo A. Cipollari Conversiones: E. Zuntini Penales: E. Zuntini (2) | Reporte | Penales: M. Romero R. Larise | Árbitro(s): Sergio Losada (Buenos Aires) | Árbitro(s): Sergio Losada (Buenos Aires) |

|  | Octavos de final | Octavos de final | Octavos de final |               |      | Cuartos de final | Cuartos de final | Cuartos de final |    |      | Semifinales  | Semifinales   | Semifinales   |               |         | Final        | Final        | Final        |  |
|  | 6 al 13 de julio | 6 al 13 de julio | 6 al 13 de julio |               |      | 26 y 27 de julio | 26 y 27 de julio | 26 y 27 de julio |    |      | 15 de agosto | 15 de agosto  | 15 de agosto  |               |         | 17 de agosto | 17 de agosto | 17 de agosto |  |
|  |                  |                  |                  |               |      |                  |                  |                  |    |      |              |               |               |               |         |              |              |              |  |
|  |                  |                  |                  |               |      |                  |                  |                  |    |      |              |               |               |               |         |              |              |              |  |
|  |                  |                  |                  |               |      |                  |                  |                  |    |      |              |               |               |               |         |              |              |              |  |
|  |                  |                  |                  |               |      |                  |                  |                  |    |      |              |               |               |               |         |              |              |              |  |
|  |                  |                  |                  |               |      |                  |                  |                  |    |      |              |               |               |               |         |              |              |              |  |
|  |                  |                  |                  |               |      |                  |                  |                  |    |      |              |               |               |               |         |              |              |              |  |
|  |                  |                  |                  |               |      |                  |                  |                  |    |      |              |               |               |               |         |              |              |              |  |
|  |                  |                  |                  |               |      |                  |                  |                  |    |      |              |               |               |               |         |              |              |              |  |
|  |                  |                  |                  |               |      |                  |                  |                  |    |      |              |               |               |               |         |              |              |              |  |
|  |                  |                  |                  |               |      |                  |                  |                  |    |      |              |               |               |               |         |              |              |              |  |
|  |                  |                  |                  |               |      |                  |                  |                  |    |      |              |               |               |               |         |              |              |              |  |
|  |                  |                  |                  |               |      |                  | Córdoba          | Córdoba          | 16 |      |              |               |               |               |         |              |              |              |  |
|  |                  |                  |                  |               |      |                  |                  |                  | 16 |      |              |               |               |               |         |              |              |              |  |
|  |                  |                  | Rosario          | Rosario       | 20   |                  |                  |                  |    |      |              |               |               |               |         |              |              |              |  |
|  | Nordeste         | Nordeste         | Rosario          | Rosario       | 20   | bye              |                  |                  |    |      |              |               |               |               |         |              |              |              |  |
|  | Nordeste         | Nordeste         |                  |               |      |                  |                  |                  |    |      |              |               |               |               |         |              |              |              |  |
|  |                  |                  |                  |               |      |                  |                  |                  |    |      |              |               |               |               |         |              |              |              |  |
|  |                  | Nordeste         | Nordeste         | 8             |      |                  |                  |                  |    |      |              |               |               |               |         |              |              |              |  |
|  |                  |                  |                  | 8             |      |                  |                  |                  |    |      |              |               |               |               |         |              |              |              |  |
|  |                  |                  | Rosario          | Rosario       | 25   |                  |                  |                  |    |      |              |               |               |               |         |              |              |              |  |
|  | Rosario          | Rosario          | Rosario          | Rosario       | 25   | 13               |                  |                  |    |      |              |               |               |               |         |              |              |              |  |
|  | Rosario          | Rosario          |                  |               |      |                  |                  |                  |    |      |              |               |               |               |         |              |              |              |  |
|  | Santa Fe         | Santa Fe         | 12               |               |      |                  |                  |                  |    |      |              |               |               |               |         |              |              |              |  |
|  | Santa Fe         | Santa Fe         | 12               |               |      |                  |                  |                  |    |      |              |               |               |               | Rosario | Rosario      | 3            |              |  |
|  |                  |                  |                  |               |      |                  |                  |                  |    |      |              |               |               |               | Rosario | Rosario      | 3            |              |  |
|  |                  |                  | Buenos Aires     | Buenos Aires  | 22   |                  |                  |                  |    |      |              |               |               |               |         |              |              |              |  |
|  | Cuyo             | Cuyo             | Buenos Aires     | Buenos Aires  | 22   | 21               |                  |                  |    |      |              |               |               |               |         |              |              |              |  |
|  | Cuyo             | Cuyo             |                  |               |      |                  |                  |                  |    |      |              |               |               |               |         |              |              |              |  |
|  | Valle de Lerma   | Valle de Lerma   | 20               |               |      |                  |                  |                  |    |      |              |               |               |               |         |              |              |              |  |
|  | Valle de Lerma   | Valle de Lerma   | 20               |               | Cuyo | Cuyo             | 17               |                  |    |      |              |               |               |               |         |              |              |              |  |
|  |                  |                  |                  |               | Cuyo | Cuyo             | 17               |                  |    |      |              |               |               |               |         |              |              |              |  |
|  |                  |                  | Mar del Plata    | Mar del Plata | 14   |                  |                  |                  |    |      |              |               |               |               |         |              |              |              |  |
|  | Mar del Plata    | Mar del Plata    | Mar del Plata    | Mar del Plata | 14   | 17               |                  |                  |    |      |              |               |               |               |         |              |              |              |  |
|  | Mar del Plata    | Mar del Plata    |                  |               |      |                  |                  |                  |    |      |              |               |               |               |         |              |              |              |  |
|  | Sur              | Sur              | 11               |               |      |                  |                  |                  |    |      |              |               |               |               |         |              |              |              |  |
|  | Sur              | Sur              | 11               |               |      |                  |                  |                  |    | Cuyo | Cuyo         | 9             |               |               |         |              |              |              |  |
|  |                  |                  |                  |               |      |                  |                  |                  |    | Cuyo | Cuyo         | 9             |               |               |         |              |              |              |  |
|  |                  |                  | Buenos Aires     | Buenos Aires  | 53   |                  |                  |                  |    |      |              |               |               |               |         |              |              |              |  |
|  | Buenos Aires     | Buenos Aires     | Buenos Aires     | Buenos Aires  | 53   | bye              |                  |                  |    |      |              |               |               |               |         |              |              |              |  |
|  | Buenos Aires     | Buenos Aires     |                  |               |      |                  |                  |                  |    |      |              |               |               |               |         |              |              |              |  |
|  |                  |                  |                  |               |      |                  |                  |                  |    |      |              |               |               |               |         |              |              |              |  |
|  |                  | Buenos Aires     | Buenos Aires     | 49            |      |                  |                  |                  |    |      |              | Tercer puesto | Tercer puesto | Tercer puesto |         |              |              |              |  |
|  |                  |                  |                  | 49            |      |                  |                  |                  |    |      |              | Tercer puesto | Tercer puesto | Tercer puesto |         |              |              |              |  |
|  |                  |                  | Tucumán          | Tucumán       | 0    |                  |                  |                  |    |      |              |               |               |               |         |              |              |              |  |
|  | Jujuy            | Jujuy            | Tucumán          | Tucumán       | 0    | 3                |                  |                  |    |      |              |               |               | Córdoba       | Córdoba | 22           |              |              |  |
|  | Jujuy            | Jujuy            |                  |               |      |                  |                  |                  |    |      |              |               |               | Córdoba       | Córdoba | 22           |              |              |  |
|  | Tucumán          | Tucumán          | 35               |               |      |                  |                  |                  |    |      |              |               |               |               |         | Cuyo         | Cuyo         | 6            |  |
|  | Tucumán          | Tucumán          | 35               |               |      |                  |                  |                  |    |      |              |               |               |               |         | Cuyo         | Cuyo         | 6            |  |
|  |                  |                  |                  |               |      |                  |                  |                  |    |      |              |               |               |               |         |              |              |              |  |

### Octavos de final
| 9 de julio | Rosario                                                        | 13 - 12 | Santa Fe                            | Rosario,                         |                                  |
|            | Tries: C. Blanco (2) A. Rodríguez Conversiones: E. Ferraza (2) | Reporte | Tries: A. Zilonka (2) J. Reyt Pissi | Árbitro(s): Jorge Casetti (Cuyo) | Árbitro(s): Jorge Casetti (Cuyo) |

| 13 de julio | Cuyo                                                                                                  | 21 - 20 | Valle de Lerma                                                                | Mendoza,                           |                                    |
|             | Tries: R. Villanueva L. Chacón E. Martínez R. Tarquini Conversiones: J. Castro (3) Penales: J. Castro | Reporte | Tries: O. Cardozo F. Cornejo Conversiones: F. Cornejo Penales: F. Cornejo (4) | Árbitro(s): Héctor Leiro (Tucumán) | Árbitro(s): Héctor Leiro (Tucumán) |

| 9 de julio | Mar del Plata                                                                                      | 17 - 11 | Sur                                                                   | Mar del Plata,          |                         |
|            | Tries: M. Riego C. Sosa G. Beverino Conversiones: L. Pierángeli Penales: L. Pierángeli H. Tribelli | Reporte | Tries: H. Angelo T. Greig Conversiones: H. Angelo Penales: E. Zuntini | Árbitro(s): Robin Conti | Árbitro(s): Robin Conti |

| 6 de julio | Jujuy             | 3 - 35  | Tucumán | Palpalá,                      |                               |
|            | Tries: R. Easdale | Reporte | Tries: A. Nieva (2) C. Cisint (2) J. J. Lomascolo L. Castillo J. Ghiringhelli Conversiones: J. Bach (2) H. Barbero (2) Penales: D. Alberti Drops: R. Ternavasio | Árbitro(s): Francisco Segovia | Árbitro(s): Francisco Segovia |

### Cuartos de final
| 26 de julio | Nordeste                                                         | 8 - 25  | Rosario | Regimiento La Liguria, Resistencia |                                  |
|             | Tries: R. Parodi Conversiones: J. Dartilongue Penales: E. Alegre | Reporte | Tries: A. Quetglas (2) A. Rodríguez (2) Conversiones: A. Rodríguez (2) Penales: A. Rodríguez (2) O. Aletta de Sylva | Árbitro(s): Hernán Fonzo (Salta)   | Árbitro(s): Hernán Fonzo (Salta) |

| 27 de julio | Cuyo                                                                | 17 - 14 | Mar del Plata                                                                     | Mendoza,                                        |                                                 |
|             | Tries: J. Villanueva Conversiones: E. Gandía Penales: E. Gandía (4) | Reporte | Tries: J. Rodríguez Jurado Conversiones: L. Pierángeli Penales: L. Pierángeli (3) | Árbitro(s): Manuel A. Peralta Ramírez (Córdoba) | Árbitro(s): Manuel A. Peralta Ramírez (Córdoba) |

| 27 de julio | Buenos Aires | 49 - 0  | Tucumán | Buenos Aires,                              |                                            |
|             | Tries: A. Travaglini (2) M. Pascual R. Handley N. Pérez A. Etchegaray R. Loyola H. Silva A. Abella J. Otaola Conversiones: T. Harris Smith (5) Penales: T. Harris Smith (3) | Reporte |         | Árbitro(s): Alberto Roldán (Mar del Plata) | Árbitro(s): Alberto Roldán (Mar del Plata) |

### Semifinales
| 15 de agosto | Córdoba                                                                                           | 16 - 20 | Rosario                                                                                | Córdoba,                                 |                                          |
|              | Tries: E. Vaca Narvaja R. Pasaglia H. Espinosa Conversiones: F. Mezquida (2) Penales: F. Mezquida | Reporte | Tries: J. Benzi (2) R. Seaton E. España Conversiones: J. Seaton Penales: J. Seaton (2) | Árbitro(s): Fernando Malmierca (Tucumán) | Árbitro(s): Fernando Malmierca (Tucumán) |

| 15 de agosto | Cuyo                   | 9 - 53  | Buenos Aires | Córdoba,                                   |                                            |
|              | Penales: E. Gandía (3) | Reporte | Tries: A. Travaglini (2) M. Walther (2) M. Pascual (2) A. Rodríguez Jurado A. Anthony C. Martínez H. Silva Conversiones: L. Gradin (7) Penales: L. Gradin (2) D. Morgan | Árbitro(s): Jorge E. Bordabehere (Rosario) | Árbitro(s): Jorge E. Bordabehere (Rosario) |

### Tercer puesto
| 16 de agosto | Córdoba | 22 - 6  | Cuyo                                | Córdoba,                                 |                                          |
|              | Tries: J. Vera (2) Pascual 2, Miguens, Harris Smith, Silva R. Pasaglia E. Vaca Narvaja Conversiones: M. Cappel (2) Penales: J. Vera (2) | Reporte | Tries: L. Chacón Penales: E. Gandía | Árbitro(s): Fernando Malmierca (Tucumán) | Árbitro(s): Fernando Malmierca (Tucumán) |

### Final
| 17 de agosto | Rosario            | 3 - 22  | Buenos Aires                                                                                                  | Córdoba, |  |
|              | Penales: J. Seaton | Reporte | Tries: M. Pascual (2) H. Miguens T. Harris Smith H. Silva Conversiones: R. Casabal (2) Drops: T. Harris Smith |          |  |

|                      |
| Buenos Aires Campeón |
| Séptimo título       |